# Stethispa elongata
Stethispa elongata es una especie de insecto coleóptero de la familia Chrysomelidae.
Fue descrita científicamente en 1929 por Pic.